# Acanthogonatus
Genre
Synonymes
- Tryssothele Simon, 1902
- Chubutia Mello-Leitão, 1940

Acanthogonatus est un genre d'araignées mygalomorphes de la famille des Pycnothelidae.

## Distribution
Les espèces de ce genre se rencontrent en Amérique du Sud.

## Liste des espèces
Selon World Spider Catalog (version 24.5, 14/10/2023) :
- Acanthogonatus alegre Goloboff, 1995
- Acanthogonatus birabeni Goloboff, 1995
- Acanthogonatus brunneus (Nicolet, 1849)
- Acanthogonatus campanae (Legendre & Calderón, 1984)
- Acanthogonatus centralis Goloboff, 1995
- Acanthogonatus chilechico Goloboff, 1995
- Acanthogonatus confusus Goloboff, 1995
- Acanthogonatus ericae Indicatti, Lucas, Ott & Brescovit, 2008
- Acanthogonatus francki Karsch, 1880
- Acanthogonatus fuegianus (Simon, 1902)
- Acanthogonatus hualpen Goloboff, 1995
- Acanthogonatus huaquen Goloboff, 1995
- Acanthogonatus incursus (Chamberlin, 1916)
- Acanthogonatus juncal Goloboff, 1995
- Acanthogonatus messii Signorotto & Ferretti, 2023
- Acanthogonatus minimus Indicatti, Folly-Ramos, Vargas, Lucas & Brescovit, 2015
- Acanthogonatus mulchen Goloboff, 1995
- Acanthogonatus nahuelbuta Goloboff, 1995
- Acanthogonatus notatus (Mello-Leitão, 1940)
- Acanthogonatus parana Goloboff, 1995
- Acanthogonatus patagallina Goloboff, 1995
- Acanthogonatus patagonicus (Simon, 1905)
- Acanthogonatus peniasco Goloboff, 1995
- Acanthogonatus pissii (Simon, 1889)
- Acanthogonatus quilocura Goloboff, 1995
- Acanthogonatus recinto Goloboff, 1995
- Acanthogonatus subcalpeianus (Nicolet, 1849)
- Acanthogonatus tacuariensis (Pérez-Miles & Capocasale, 1982)
- Acanthogonatus tolhuaca Goloboff, 1995
- Acanthogonatus vilches Goloboff, 1995

## Systématique et taxinomie
Ce genre a été décrit par Karsch en 1880 dans les Theraphosidae. Il est placé dans les Nemesiidae par Raven en 1985 puis dans les Pycnothelidae par Opatova et al. en 2020.
Tryssothele et Chubutia ont été placés en synonymie par Raven en 1985.

## Publication originale
- Karsch, 1880 : « Arachnologische Blätter (Decas I). » Zeitschrift für die gesammten Naturwissenschaften, vol. 53, p. 373-409.